# Peromyscus polionotus trissyllepsis
Chuột bãi biển Perdido Key (Danh pháp khoa học: Peromyscus polionotus trissyllepsis) là một phân loài nguy cấp của chuột Peromyscus polionotus. Nó được tìm thấy ở Perdido Key, Florida của Hoa Kỳ.

## Đặc điểm
Con chuột có màu trắng nhạt và màu xám nhỏ chỉ nặng 13-16 g (0,46-0,56 oz) màu sắc này giúp chúng hài hòa tốt với cát thạch anh trắng của các bãi biển phía bắc Vịnh. Cây cối là nguồn thức ăn chính cho loài này. Nó ăn chủ yếu vào các hạt mỡ biển và bluestem, nhưng đôi khi sẽ ăn côn trùng. Không giống như những loài gặm nhấm khác, chúng tránh xa con người và sẽ không ăn hoặc ở gần thùng rác. 

## Hành vi
Những con chuột bãi biển của Perdido Key là một con vật hoạt động về đêm (loài ăn đêm), chúng dành hầu hết thì giờ ban ngày để trú trong hang của chúng. Không giống như nhiều loài khác, những con chuột bãi biển thực hiện chế độ một vợ một chồng, cặp đôi giao phối có khuynh hướng duy trì sống chung với nhau miễn là cả hai còn sống. Một cặp chuột bãi biển bình thường trung bình cho ra 3-4 con/lứa và có khoảng 3 lứa/năm.
Trái ngược với những con chuột có quan hệ họ hàng gần, con chuột bãi biển Perdido Key thường tránh người, các tòa nhà và những đống rác, thay vì thích đi lang thang giữa những cồn cát gần hố. Các hang chuột của chuột thường nằm trong các cồn cát dưới gốc cây bụi, bụi cỏ hoặc gần một lớp vỏ thực vật. Bản thân hang bao gồm lối vào, khoang tổ yến, và ống thoát được đóng lại nhưng gần bề mặt cát. Nếu một kẻ đột nhập, chẳng hạn như rắn hoặc cua, vào một con rúp chuột bãi biển, chuột rút lui ra khỏi ống thoát.

## Bảo tồn
Chúng được liệt kê là một loài nguy cấp trong năm 1985. Mất môi trường sống để phát triển được coi là yếu tố chính dẫn đến sự suy giảm của loài. Các cơn bão cũng đã gây thiệt hại cho con chuột đang bị đe dọa. Con chuột cát bãi biển tại Perdido Key gần như bị tuyệt chủng vào giữa những năm 1990 khi các cơn bão Erin và Opal tàn phá các bãi biển quan trọng. Các con chuột được cho là dân số chỉ dưới 40 con sau bão, chuột đã tái sinh với ước tính quần thể gần 500 con.